# WIDE AWAKE EP
『WIDE AWAKE EP』（ワイド アウェイク イーピー）は、日本のロックバンド・FIVE NEW OLDが2017年1月11日にTWILIGHT RECORDSから発売した、2枚目のEPである。

## 概要
前作『Ghost In My Place EP』から約7ヶ月ぶりのリリース。
今作は「夜」をテーマに据えて制作された。
今作に収録されている全ての曲の歌詞に、キーワードとして「Wide Awake」という言葉が登場している。
ジャケットアートワークはMargt（PERIMETRON）が担当した。前作『Ghost In My Place EP』は1980年代のリバイバルを意識しており、その時代を象徴するような色だということと、HIROSHIのギターと同色で、ライブでもイメージしやすいという理由でジャケットやMVにはサーフグリーンが多く採用されていた。その流れを汲んで、今作のジャケットにもサーフグリーンが使用されている。
2017年1月13日から2月23日まで、今作を引っ提げてツアー「WIDE AWAKE TOUR」が開催された。

## 収録楽曲
全作詞： Hiroshi Nakahara / 作曲： FIVE NEW OLD
1. Stay (Want You Mine) (03:27)
  - 今作のリード曲。
  - アルバム『Too Much Is Never Enough』に収録されている[8]。
  - MVはワンカットで撮影された[9]。
2. Hush Hush Hush (03:15)
  - 現代社会における承認欲求の大きさについて歌った曲[10]。
  - 「Liar」で挑戦したアンビエントやシューゲイズに改めて挑戦した楽曲[2]。
3. P.O.M. (03:43)
  - 読みは「ピーオーエム」で、歌詞にも登場するフレーズである「Part Of Me」の略である。
4. Burned in The Fire (03:35)
  - 今作で最も古い曲で、原形は2014年前から存在していた[11]。

## 参加ミュージシャン
FIVE NEW OLD
- Hiroshi Nakahara（ボーカル・ギター）
- Wataru Omori（ギター・キーボード）
- Yoshiaki Nakai（ベース）
- Hayato Maeda（ドラムス）